# Communauté de communes Bourganeuf et Royère-de-Vassivière
La communauté de communes Bourganeuf et Royère-de-Vassivière est une ancienne communauté de communes française, située dans le département de la Creuse et la région Nouvelle-Aquitaine.

## Histoire
Elle fusionne avec la communauté intercommunale d'aménagement du territoire Creuse-Thaurion-Gartempe pour former la communauté de communes Ciate, Bourganeuf/Royère-de-Vassivière au 1er janvier 2017.

## Interventions
Les objectifs de la politique intercommunale sont : développement économique, amélioration de l’habitat, préservation du patrimoine naturel et mise en valeur de l’héritage culturel, maintien et accueil des populations et des activités économiques.
- La communauté de communes de Bourganeuf et de Royère-de-Vassivière envisage de restaurer les sites de la Martinèche, à Soubrebost, où Martin Nadaud a vu le jour et s’est éteint. Il est proposé de créer un espace de mémoire, de visites et d’animation autour de Martin Nadaud. À cet effet, une souscription publique est proposée[1].

- Afin de protéger le site, la Communauté de communes Bourganeuf et Royère-de-Vassivière a acheté en 2007, près de 18 hectares de la tourbière de la Mazure située sur les communes de Royère et de Saint-Pierre-Bellevue. Placés sous le régime forestier, la tourbière sera gérée par l’Office national des forêts[2].

## Tourisme
- Le GR de pays des cascades, landes et tourbières est un nouveau circuit de 65 kilomètres permettant de relier Royère-de-Vassivière à Bourganeuf en passant par Saint-Pierre-Bellevue, Saint-Pardoux-Morterolles, Faux-Mazuras, Saint-Martin-Château, Saint-Junien-la-Bregère. Le circuit permet de visiter de nombreux sites naturels et monuments remarquable de la région dont la Cascade des Jarrauds mais aussi des tourbières, les Cascades et champs de pierres d’Augerolles, le Moulin d'Augerolles, les Tours Zizim, les ponts de planche en granit, des Croix, les églises, les sites inscrits des Gorges du Verger et des Roches du Mazuras...Le circuit peut s'effectuer en à pieds en 3 ou 4 jours ou en 1 ou 2 jours en VTT ou à cheval[3].

## Composition
Elle regroupait 20 communes : 
- Auriat
- Bosmoreau-les-Mines
- Bourganeuf
- Faux-Mazuras
- Le Monteil-au-Vicomte
- Mansat-la-Courrière
- Masbaraud-Mérignat
- Montboucher
- Royère-de-Vassivière
- Saint-Amand-Jartoudeix
- Saint-Dizier-Leyrenne
- Saint-Martin-Château
- Saint-Martin-Sainte-Catherine
- Saint-Moreil
- Saint-Junien-la-Bregère
- Saint-Pardoux-Morterolles
- Saint-Pierre-Bellevue
- Saint-Pierre-Chérignat
- Saint-Priest-Palus
- Soubrebost